# Жирондинци
Жирондѝнците, също жирондисти (на френски: Girondins), са политическа групировка (фактическа партия) по времето на Френската революция от 1789 г., която представлява интересите предимно на провинциалната републикански настроена търговско-промишлена и земеделска буржоазия. Названието „жирондинци“ идва от департамента Жиронд, откъдето произхождат голяма част от най-изявените представители на тази партия. Нейни лидери стават Жак-Пиер Брисо, П. В. Вернийо, съпрузите Ролан, Жан-Антоан дьо Кондорсе и др. Съмишленик на жирондинците е и френската писателка и феминистка Олимпия дьо Гуж, авторка на „Декларация за правата на жената и гражданката“.

## История
На първия етап от революцията жирондинците, все още неоформени в самостоятелна група, влизат в Якобинския клуб и заедно с други революционни сили се обявяват срещу абсолютизма. Разграничаването на жирондинците от лявото крило на Якобинския клуб, възглавявано от Максимилиан Робеспиер, започва през есента на 1791 г., когато жирондинците започват пропаганда за незабавна война срещу коалицията на феодалните монархии в Европа. С помощта на една победоносна война те се надяват да станат ръководна сила във Франция, като преобразят държавния ѝ строй в съответствие със своите републикански идеали, а също така мечтаят да влязат в ролята на освободители на Европа от деспотизма. Изразявайки интересите на едрата буржоазия, те се стремят да ускорят войната, разчитайки на разширяване на границите на Франция, на нови пазари и едновременно с това надявайки се да отвлекат масите от вътрешнокласовите борби, за да ги подчинят на своето влияние. Накратко те търсят начин да изнесат социалното напрежение извън границите на Франция. Въпросът за войната е едно от най-големите им различия с монтанярите, които принципно не са против войната, но искат първо да укрепят положението на Франция и да укрепят позициите си в нея и едва тогава да се занимават с външнополитически проблеми.
През март 1792 г. Луи XVI поканва жирондинци в първото жирондинско правителство, но още през юли уволнява министрите му. След свалянето на монархията на 10 август 1792 г. и падането на правителство на фьойаните, жирондинците, заемащи ръководна позиция в Конвента, отново идват на власт. Усещайки все по-неконтролируемия характер на революцията, жирондинците се опитват да забавят по-нататъшното ѝ развитие, открито противопоставяйки се на незабавното установяване на републиканска форма на управление.
Освен по въпроса за войната жирондинците се разминават с якобинците и по редица други въпроси, а след септемврийските кланета от 1792 г. този разрив става окончателен. През октомври 1792 г. тяхната фракция е изключена от Якобинския клуб. Съвсем скоро жирондистите са обвинени от монтанярите в монархически симпатии. Народното въстание от 31 май - 2 юни 1793 г. сваля от власт жирондинците и установява якобинска диктатура. Жирондинците се опитват да спрат развихрянето на диктатурата и дори инспирират убийството на Жан-Пол Марат, но метежът им в Нормандия и южна Франция през юни 1793 г. е потушен много бързо. Редица депутати жирондисти, сред които Брисо, са арестувани и след съдебен процес са осъдени на смърт и гилотинирани на 31 октомври 1793 г.
След контрареволюционния Термидориански преврат на 9 термидор (27 – 29 юли 1794 г.) жирондинците, арестувани заедно с якобинците, са амнистирани в голямата си част, а оцелелите от тях депутати са върнати в Конвента. Оттук нататък жирондинците се изявяват като една от най-контрареволюционните сили във френското общество.